# Pacific Tri Nations 1998
El Pacific Tri Nations de 1998 fue la 16.ª edición del torneo de selecciones de rugby del Pacífico.

## Equipos participantes
- Selección de rugby de Fiyi (Flying Fijians)
- Selección de rugby de Samoa (Manu Samoa)
- Selección de rugby de Tonga (ʻIkale Tahi)

## Posiciones
| Pos. | Equipo | Encuentros | Encuentros | Encuentros | Encuentros | Tantos  | Tantos    | Tantos     | Puntos Totales |
| Pos. | Equipo | jugados    | ganados    | empatados  | perdidos   | a favor | en contra | diferencia | Puntos Totales |
| ---- | ------ | ---------- | ---------- | ---------- | ---------- | ------- | --------- | ---------- | -------------- |
| 1    | Fiyi   | 2          | 2          | 0          | 0          | 58      | 33        | + 25       | 4              |
| 2    | Samoa  | 2          | 1          | 0          | 1          | 46      | 46        | 0          | 2              |
| 3    | Tonga  | 2          | 0          | 0          | 2          | 35      | 60        | - 25       | 0              |

Nota: Se otorgan 2 puntos al equipo que gane un partido y 1 al que empate
|  | Campeón |

## Resultados
| 18 de septiembre | Samoa | 28 - 20 | Tonga |  |  |

| 22 de septiembre | Fiyi | 26 - 18 | Samoa |  |  |

| 26 de septiembre | Fiyi | 32 - 15 | Tonga |  |  |